# 山口えいみ
山口えいみ（やまぐち えいみ、1999年5月29日 - ）は、日本の子役。
千葉県出身。血液型はO型。かつてはチャームキッズに所属していた。

## 出演

### TVCF
- 『ぷっちぐみ』（小学館）
- 『四谷大塚』

### 雑誌
- 『ぷっちぐみ』（小学館）
- 『小学4年生』（小学館）2009年モデルオーディション 準グランプリ
- 『アロハ☆スティッチ』（小学館）